# Нуньес, Алейда
Алейда Нуньес (исп. Aleida Araceli Nuñez Flores; 24 января 1981 (или 13 января 1986), Лагос-де-Морено, Халиско, Мексика) — мексиканская актриса, певица и фотомодель. Участница конкурса красоты.

## Биография
Стала выступать в различных конкурсах красоты в юности. В 1994 году победила на конкурсе красоты в Гуанахуато. Работала моделью в СМИ, рекламе и подиумах, после чего была приглашена на обучение в CEA при телекомпании Televisa. В связи с этим в 1998 году переехала в Мехико на учёбу и в 2000 году успешно окончила институт. В 2001 году дебютировала в мексиканском кинематографе, в дальнейшем снималась в фильмах и телесериалах (свыше 20 в конце 2022 года). Также известна как певица и телеведущая. Награждена премией Galardon a los Grandes за роль в телесериале «Возлюбленный» (2017).

## Фильмография

### Избранные телесериалыTelevisa
- 2001-02 — Страсти по Саломее
- 2003-04 — Ночная Мариана — Мигелина де Палармо
- 2005 — Наперекор судьбе — Перла
- 2006 — Самая прекрасная дурнушка — Ясмин Гарсия
- 2008 —
  - Женщины-убийцы — Дорис
  - Завтра — это навсегда — Гардения Кампиньо

## Театральные работы
- 2014 — И до конца мира я буду петь

## Телевидение
- 2002-03 — Фестиваль юмора — телеведущая
- 2005 — Да здравствует завтра — телеведущая